# Hodonín, Hodonín
Hodonín là một thị trấn thuộc huyện Hodonín, vùng Jihomoravský, Cộng hòa Séc.